# 香港小學常識科課程
香港小學常識科課程（英語：General Studies）是香港小學教育的四大單元之一。常識科一直都是香港小學教育中除中、英、數以外的第四個重要的科目。不過，數十年來這科目的轉變很大。
由於常識科所涉獵的範圍非常之廣，它所需要的教學資源非常高；但另一方面，不少傳統的學校和教師仍然視這一科目為一“閒科”（現時一般小學的上課時間表中，每周有4天是有常識科，合共5節，當中一天是有2節），拒絕對常識科投放資源。

## 歷史
常識科的前身為三個科目：社會教育、科學（前稱自然科）和健康教育科（簡稱健教）。合稱「社自（科）健」；於1996年，三個科目綜合成為常識科，以方便整合三個學科的知識。2023年10月，《施政報告》宣佈常識科於2025/26學年起分拆為人文科和科學科，並於2027/28學年全面推行。

## 2004年課程
根據，新的常識科課程大致可以分為六大範疇。這六大範疇分別為：
1. 健康與生活
2. 人與環境
3. 日常生活的科學與科技
4. 社會與公民
5. 國民身份認同和中華文化
6. 了解世界與認識資訊年代

新課程強調知識、技能、態度的均衡發展，並提倡採用主題式教學，以提及學生的學習動機及學習興趣。

### 第一學習階段（小一至小三）
科學初探部份，新課程刪除了和磁鐵相關的內容，而有關光、影及聲音的內容，則移到第二學習階段。動物世界刪除了動物與人類的關係。香港常見的疾病移往第二學習階段。
| 健康與生活 | 人與環境 | 日常生活的科學與科技 |
| - 識別成長與發育過程中的不同階段 - 了解成長與發育的個別差異 - 知道保持個人及環境衛生與安全的重要性及方法 - 了解自己的興趣，明白個人的情緒與行為會影響自己和他人 - 了解積極生活的重要性，並藉此反映對生命的愛護                                                                                      | - 透過觀察及接觸大自然，認識生物的特徵 - 發展對生命過程的初步認識 - 識別日與夜的特徵，以及日與夜的現象與人們日常生活方式的關係 - 識別天氣轉變的主要特徵 - 知道我們生活環境的特色 - 了解自然形貌與人文形貌在一個地區的分佈情況，並描述在不同地區，其分佈情況的不同之處 - 了解本地人文活動和自然環境可能互相影響 - 了解人們管理與運用資源的不同方法 - 了解節約能源的需要 | - 認識能源及知道它們在日常生活中的用途 - 識別常用的物料及其在日常生活中的用途 - 認識及描述天空中物體的基本變化模式 - 認識熱的一些性質 - 認識運動的一些性質 - 知道一些為改善人類生活而作出貢獻的中外科學家及發明家的例子                                                       |
| 社會與公民 | 國民身份認同和中華文化 | 了解世界與認識資訊年代 |
| - 知道本地社區的特徵 - 識別在不同社群中，個人的角色、權利及責任 - 知道人與人之間的不同之處，並接受在群體中，尊重他人權利的重要性 - 了解社會的各行各業 - 知道本地居民以交換貨品與服務來滿足需要 - 識別社區的設施與服務 - 知道基本法、社會法律和規則對香港居民生活的重要性 - 知道香港特別行政區的象徵 | - 知道國家的象徵及其意義 - 了解在國家內相同和不同文化背景人士的習俗 - 知道中國首都及一些重要城市的主要特色 - 知道中國人的特色 - 知道中華文化的主要特徵 - 認識一些對中國歷史和中華民族影響深遠的人物或事件 | - 了解我們的社區是由不同文化背景的人士所組成 - 知道不同文化背景人士的特徵及不同文化群體人士的交往方式 - 了解科學與科技如何改變世界各地人民與人民之間的交往方式與關係 - 了解獲取資料、儲存資料及整理資料的重要性 - 知道人們交換貨物及服務的重要性 - 知道人們在地球上聯繫的方法 |

### 第二學習階段（小四至小六）
| 健康與生活 | 人與環境 | 日常生活的科學與科技 |
| - 知道青春期生理及情緒上的轉變及其處理方法 - 知道影響個人健康及安全的因素、健康之道及處理危機的方法 - 了解自己的需要、抱負和優點，以及如何面對自己的弱點 - 意識到個人的行動會對自己及他人有正面或負面的影響 - 知道怎樣作出明智的消費抉擇 - 了解社區健康的重要性 | - 識別動物與植物隨時間而改變的特徵 - 認識生物與環境之間的相互依存 - 說明一些處理天然物料的方法及其對人類與環境的影響 - 知道不同的天然與人文活動可以塑造一個地區的特徵 - 了解人們如何受自然環境影響及他們如何面對自然環境的限制 - 了解地區環境如何影響我們的日常生活 - 識別及描述天氣與季節的轉變及其影響 - 認識地球蘊藏豐富的資源 - 了解使用稀有的資源涉及的選擇與代價 | - 知道科學理念可以解釋某些現象，及這些解釋需要以實驗證據作支持或否定 - 認識一些與光、聲音、電、運動及能量相關的規律和現象 - 區別可逆轉的改變和不容易逆轉的改變 - 說明一些在地球上可觀察到的，由地球及月球運動所引起的轉變/現象 - 知道科學與科技的發展在日常生活的應用及影響 - 知道設計循環的概念及其應用 - 了解在科技學習活動中，需考慮功能及美感的要求 - 認識科技的應用在不同文化環境中，存在差異 |
| 社會與公民 | 國民身份認同和中華文化 | 了解世界與認識資訊年代 |
| - 知道香港的早期歷史 - 知道影響香港經濟發展的因素 - 知道貿易對香港的好處 - 了解個人的權利與義務；個人如何受基本法及本地法律制度的保障 - 了解政府與地區組織的功能及其為香港居民提供的服務                                                                        | - 知道中國的地理位置、地理特徵及版圖 - 認識中國歷史上重要的朝代 - 透過研習不同來源的資料，認識中國古代文明的特徵 - 了解重要的歷史人物、歷史事件和歷史觀點在不同的時期對國家的影響 - 知道中華大地的自然風貌及人民生活的特色 - 了解中華文化的獨特性及重要性 - 了解中華文化對香港居民生活的影響 - 了解個人及團體保存和延續國家文化遺產的方式                              | - 知道中國內地及香港鄰近地區的社群及他們之間的連繫 - 了解地理環境及社會情況對世界各地區文化發展的影響 - 知道全球體系內不同文化群體的互相推動方式及其發展 - 透過研習國際時事，了解世界不同地區的相互依存關係 - 認識科學與科技對不同文化背景的社會所帶來的影響 - 了解資訊年代對個人及社會的影響 - 了解文化是影響人們如何使用科學與科技的元素之一                                                     |

### 增潤課程
德育及公民教育課程亦被列為常識科的增潤課程，雖然有學校把這部份的內容獨立出來成為分別的科目。在香港，德育及公民教育課程包括以下6個範疇：
1. 國民教育
2. 生命教育
3. 性教育
4. 健康教育
5. 品德教育
6. 環境教育

## 外部連結
- 香港特別行政區政府：教育局：小學常識科
- 小學常識科課程指引